# Frea maculicornis
Frea maculicornis är en skalbaggsart som beskrevs av Thomson 1858. Frea maculicornis ingår i släktet Frea och familjen långhorningar.
Artens utbredningsområde är:
- Angola.
- Gabon.
- São Tomé och Príncipe.
- Kenya.
- Togo.

Inga underarter finns listade i Catalogue of Life.